# Lifestyle
Lifestyle var en brittisk TV-kanal avsedd för kvinnor och barn. Den ägdes av W H Smith och sändes på transponder 5 på satelliten Astra. Programmen bestod av diskussionsprogram, intervjuer och film. Kanalen startade 1985 och lades ner 1993. Den ersattes på samma transponder av VOX.